# Ми нисмо анђели (филм из 1992)
Ми нисмо анђели је југословенска и српска филмска комедија из 1992. године, који је режирао Срђан Драгојевић по сопственом сценарију. Ми нисмо анђели био је дебитантски рад Срђана Драгојевића и дебитовао је на Филмском фестивалу у Сопоту где је освојио Гран при фестивала. По броју продатих биоскопских улазница спада у најуспешније филмове икада снимљене у Србији, ca више од милион продатих улазница, и сматра се култним филмом.
Филм Ми нисмо анђели је први из истоимене трилогије.

## Радња
Двадесетогодишњи студент књижевности Никола има два проблема: редовну јутарњу амнезију праћену мамурлуком и буђење у креветима непознатих девојака. Невоља почиње када се у његов живот умешају трудноћа и љубав. Наиме, матуранткиња Марина, једна од многих Николиних „једнократних“ авантура, затрудни и притом се још и заљуби у њега. Нажалост, Никола се не сећа баш најбоље свих околности. Маринина најбоља другарица одлучује да ствар узме у своје руке. Пошто Марина одбија да прекине трудноћу, она планира низ сулудих стратегија по угледу на своје омиљене романе са срећним завршетком, како би се „сурови љубавник“ Никола заљубио у Марину...

## Улоге
| Глумац            | Улога           |
| ----------------- | --------------- |
| Никола Којо       | Никола          |
| Милена Павловић   | Марина          |
| Бранка Катић      | Буба            |
| Срђан Тодоровић   | Ђаво            |
| Урош Ђурић        | Анђео           |
| Соња Савић        | Марта           |
| Никола Пејаковић  | таксиста        |
| Зоран Цвијановић  | Ђура            |
| Бата Камени       | Брле            |
| Мики Манојловић   | Милан           |
| Бојан Жировић     | Раца            |
| Богдан Диклић     | Павле           |
| Станислава Пешић  | Олга            |
| Ева Рас           | Баба Сера       |
| Весна Тривалић    | Виолета         |
| Слободан Нинковић | Цане            |
| Војка Ћордић      | Вишња           |
| Драган Максимовић | хипик           |
| Бранко Видаковић  | Шиља            |
| Наташа Лучанин    | Јулијана Владић |
| Ратко Танкосић    | Смрда           |
| Татјана Пујин     | Лидија          |
| Горан Даничић     | Радош „Џони“    |
| Дејан Матић       | полицајац       |

## Занимљивости
- Драган Бјелогрлић је требало да тумачи лик анђела, али је он то одбио и улога је припала уметнику Урошу Ђурићу.[4]

## Културно добро
Југословенска кинотека је, у складу са својим овлашћењима на основу Закона о културним добрима, 28. децембра 2016. године прогласила сто српских играних филмова (1911-1999) за културно добро од великог значаја. На тој листи се налази и филм "Ми нисмо анђели".